# Рібера-Баха (Алава)
Рібера-Баха, Ерріберабейтіа (баск. Erriberabeitia, ісп. Ribera Baja, офіційна назва Ribera Baja/Erribera Beitia) — муніципалітет в Іспанії, у складі автономної спільноти Країна Басків, у провінції Алава. Населення — 1198 осіб (2009).
Муніципалітет розташований на відстані близько 260 км на північ від Мадрида, 24 км на південний захід від Віторії.
На території муніципалітету розташовані такі населені пункти: Ігай, Мансанос, Мельєдес, Кінтанілья-де-ла-Рібера, Рівабельйоса (адміністративний центр), Рівагуда.

## Демографія
Динаміка населення (INE ):

## Галерея зображень

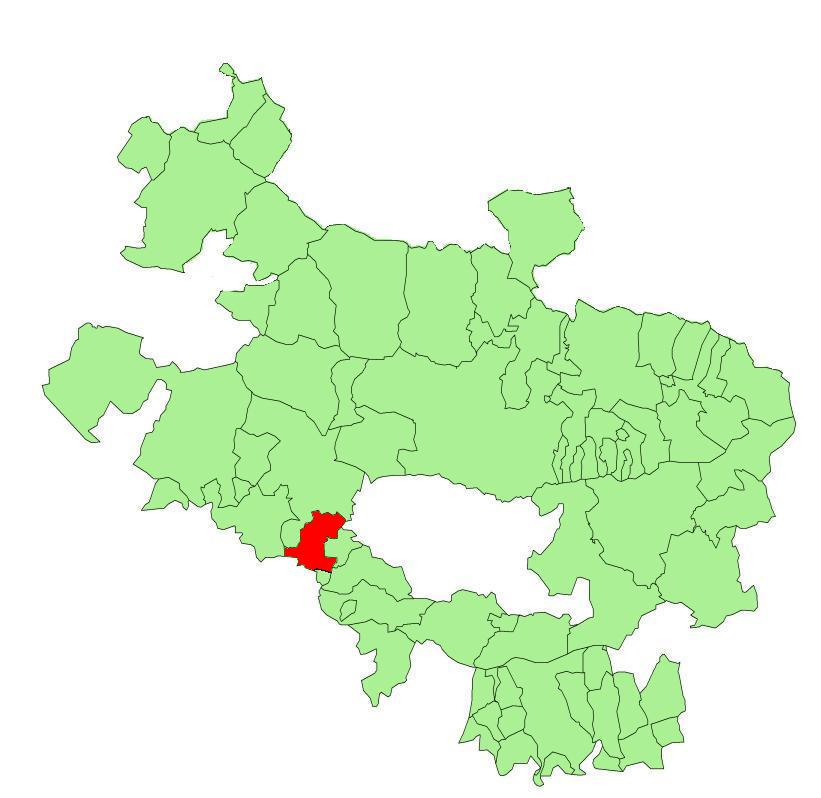
Розташування муніципалітету